# 烏格利奇水庫
烏格利奇水庫是俄羅斯的水庫，位於特維爾州和雅羅斯拉夫爾州的伏爾加河上游地區，在1939年因烏格里奇興建水力發電廠水壩形成，水庫用作交通、能源、食水供應和調節河水流量。
烏格利奇水庫旁的城鎮包括烏格里奇、卡利亞津和基姆雷。